# Iglesia de la Santísima Trinidad (Faidella)

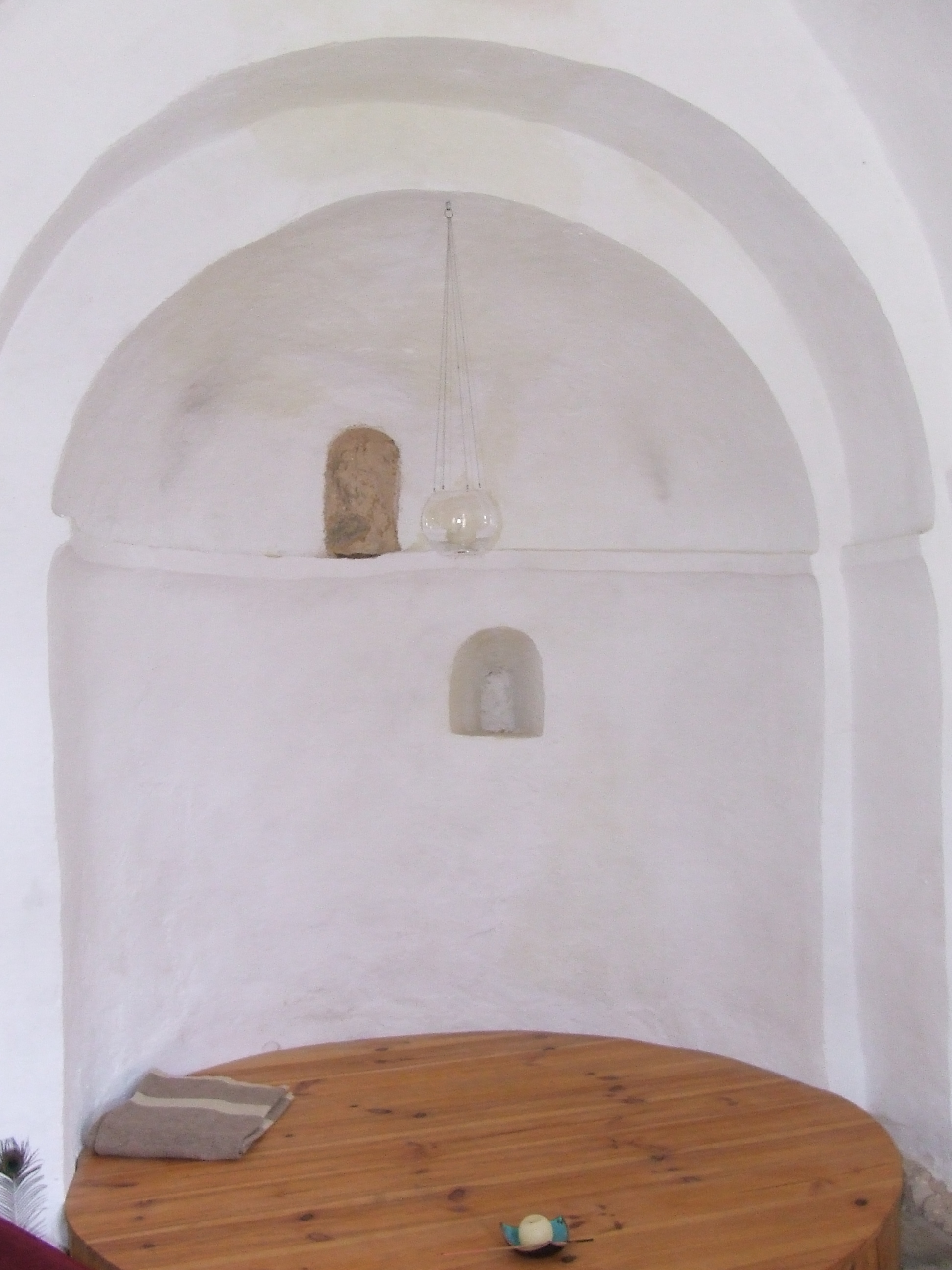
Interior del ábside.

La Santísima Trinidad de Faidella es una iglesia del municipio de Abella de la Conca, en la comarca catalana del Pallars Jussá. Es la capilla de la Masía de Faidella, antiguamente de la casería de este mismo nombre.
Es una capilla pequeña, de una sola nave y ábside único. Las trazas tanto de la planta como de la forma del ábside son de un templo románico, pero el hecho de estar englobada dentro de la casa y las paredes del todo encaladas hacen imposible, por ahora, de asegurar nada sobre la antigüedad de la capilla. De todos modos, la orientación de la nave corresponde del todo a la de las iglesias medievales, con el ábside hacia levante.
La nave está dividida en dos tramos, mediante un arco toral apuntado, y los escasos restos de pintura mural que se han conservado remiten al siglo XVIII, como indica una inscripción con la fecha encima del arco triunfal. Se trata, muy posiblemente, el momento en que se construyó la casa que engloba la capilla, para lo que se debía reformar la cubierta y se añadieron las pinturas murales.
Muy posiblemente la advocación a la Santísima Trinidad es moderna; se desconoce la dedicación primitiva.